# Cheang Cheng Ieong
Paulo Cheang Cheng Ieong (em chinês:  鄭正揚) (18 de agosto de 1984) é um futebolista macaense que joga como meio-campista no Monte Carlo e também na Seleção Macaense, onde é o recordista de jogos (49, desde 2006).
Além do Monte Carlo, jogou também por Windsor Arch Ka I e Lam Pak, voltando aos Canarinhos em 2010.

## Títulos
Monte Carlo
- Liga de Elite: 2 (2008 e 2013)

Lam Pak
- Liga de Elite: 1 (2009)